# Роздольне (станція Забайкальської залізниці)
53°48′16″ пн. ш. 119°39′55″ сх. д. / 53.804444444444° пн. ш. 119.66527777778° сх. д.
Роздольне (рос. Раздольное) — станція Могочинського регіону Забайкальської залізниці Росії, розташована на дільниці Куенга — Бамівська між станціями Пеньковка (відстань — 23 км) і Могоча (11 км). Відстань до ст. Куенга — 371 км, до ст. Бамівська — 378 км; до транзитного пункту Каримська — 603 км.